# Tang paradiž
Tang paradiž (poenostavljeno kitajsko: 大唐芙蓉园; tradicionalno kitajsko: 大唐芙蓉園; pinjin: Dàtáng Fúróng Yuán) je velik tematski park v mestu Šjan, glavnem mestu province Šaanši, severozahodna Kitajska. Park je na mestu ali blizu prejšnjega vrtnega kompleksa Furong (芙蓉园) v mestu Čangan, glavnem mestu dinastije Tang.
Park ima številne stavbe, trge in vrtove, ki vsi vključujejo značilnosti tradicionalne kitajske arhitekture Tang, kot so napušči in konzole. Nekateri elementi so poimenovani po zgodovinskih najdiščih ali stavbah.
Park je ena od več sodobnih rekonstrukcij starodavnih lokacij v Šaanšiju, ki vključujejo anahronistične sloge in značilnosti, predvsem uporabo širokih odsekov betonskih površin.
Urejena pokrajina, veliko 165 hektarjev (0,67 km2), ki obdaja jezero, obdano z vrbami, ujame nekaj videza in občutka klasičnega kitajskega krajinskega slikarstva.
Zvečer si več tisoč obiskovalcev ogleda spektakularno jezersko predstavo z laserji, video projekcijo na vodne zaslone, fontanami in drugimi posebnimi učinki. Predstavo je ustvarilo britansko podjetje LCI Projects Ltd.

## Znamenitosti
Kulturno in slovesno območje:
- Stolp Zijun v severnem delu osrednje osi
- Gledališče Fengming Džjutian v južnem delu osrednje osi
- Terasa Guanlan v območju jezera pred severnim trgom stolpa Zijun
- Tržnica Tang v vzhodnem krilu
- Dvorana za dame v severovzhodnem območju jezera
- Marelični vrt v severozahodnem območju jezera
- Čudžjang Liujin v vzhodnem krilu
- Čajnica Lu Ju v zahodnem območju jezera
- Kiparska skupina Lepe ženske, kiparska skupina Poetry Soul in soteska Tang Poetry Gorge vse v vzhodnem krilu
- Cesarska banketna palača v jugozahodnem delu zahodnega krila
- Območje butičnih hotelov
- Vrt Fanglin v vzhodnem območju jezera